# Албештиј Памантени (Арђеш)
Албештиј Памантени (рум. Albeştii Pământeni) насеље је у Румунији у округу Арђеш. Oпштина се налази на надморској висини од 489 m.

## Становништво
Према подацима из 2011. године у насељу је живело 5815 становника.